# 魏德方
魏德方（Adam Vaughan，1961年7月3日—），加拿大政治人物和記者，加拿大自由黨黨員，2014年-21年間擔任加拿大國會下議院議員，先後代表安大略省多倫多的聖三一－士巴丹拿選區和士巴丹拿－約克堡選區。他曾於2006年-14年間出任多倫多市議會聖三一－士巴丹拿選區（第20區）議員，在此之前則曾任廣播電台和電視記者。

## 早年及個人生活
魏德方於多倫多出生，父親科林·沃恩（Colin Vaughan）為一名建築師，1960年代曾參與反對大多倫多市政府提出的士巴丹拿高速公路（Spadina Expressway）項目，其後於1970年代出任多倫多市議會及大多市議會議員，1977年起出任多倫多電視台Citytv的政治記者，直至他2000年去世為止。
魏德方與其妻子利娜（Lina）育有一子；在此之前他曾與記者蘇翰娜·梅哈山德（Suhana Meharchand）有一段感情，兩人育有一女。

## 傳媒工作
魏德方從1982年-87年間效力懷雅遜理工學院的社區電台CKLN，並從1985年-87年間出任該台的經理。他於1987年加入多倫多電視台Citytv，出任該台節目《CityWise》的製作人，1989年則改任世界社區電台協會（World Association of Community Radio Broadcasters）的董事。
他於1990年加入加拿大廣播公司英語電台第一台的多倫多分台CBL，負責製作該台節目《都會早晨》（Metro Morning）的部分環節，1995年則改任加拿大廣播公司英語電視網多倫多分台CBLT的市政事務記者，主要報道多倫多市政府的動向。時任多倫多市長賴士民（Mel Lastman）的妻子被揭發在該市某間伊頓百貨分店高買後，賴士民一度向魏德方發出死亡威脅，以求對方停止報道其家人的活動。
科林·沃恩2000年去世後，魏德方重回Citytv，取代其亡父出任該台的政治記者。

## 從政

### 市議員
原在多倫多市議會代表聖三一－士巴丹拿選區（第20區）的鄒至蕙於2005年辭去市議員職位並參選國會下議院；魏德方於2006年5月宣布離開Citytv並角逐該區的市議員席位。在同年11月舉行的市選，魏德方以2500票之差擊敗鄒至蕙的助理海倫·甘迺迪（Helen Kennedy），首度當選市議員；他再於2010年市選以萬多票之差拋離對手連任市議員。他在市議會期間曾出任市政府規劃及發展管理委員會和多倫多－東約克社區委員會的成員。
福特於2010年當選多倫多市長後，魏德方不時公開批評福特的表現，而他亦曾於2012年表示認真考慮會否在來屆市選競逐市長一職。

### 國會議員
鄒至蕙於2014年3月宣布辭去聖三一－士巴丹拿選區國會議員席位並參選多倫多市長後，魏德方於同年4月宣布角逐聯邦自由黨在該選區的候選人提名，同年5月3日贏取提名戰後於5月13日辭去市議員席位。在同年6月30日舉行的聖三一－士巴丹拿選區議席補選中，魏德方代表自由黨擊敗聯邦新民主黨候選人周凱捷（Joe Cressy），首度晉身國會下議院，並成為自由黨的房屋及城鎮事務評議員。
聖三一－士巴丹拿選區於2015年聯邦大選舉行前解散，魏德方改到新成立的士巴丹拿－約克堡選區代表自由黨參選，與於2014年市長選舉中落選的新民主黨候選人鄒至蕙對壘。魏德方在該屆大選以54.5%得票率擊敗鄒至蕙和其他候選人，順利連任國會議員。自由黨在該屆大選贏取多數政府地位，而魏德方則於2015年12月獲任為新任總理賈斯汀·杜魯多的跨政府事務國會秘書，2017年1月則調任聯邦家庭、兒童及社會發展部長的房屋及城鎮事務國會秘書。
2019年聯邦大選，魏德方在士巴丹拿－約克堡選區以55.8%得票率連任，並留任聯邦家庭、兒童及社會發展部長的房屋事務國會秘書。他於2021年8月表示不會在來屆聯邦大選中競逐連任，並推薦王啟榮為該選區的自由黨候選人。王啟榮因醜聞而在大選兩天前被自由黨取消候選人資格，但候選人提名期限已經屆滿，他因此仍在選票上列為自由黨候選人並告當選。大選過後，魏德方呼籲王啟榮請辭。

## 外部連結
- （英文）加拿大國會網站 魏德方議員簡介
- （英文）多倫多市政府網站 魏德方市議員簡介
- （英文）加拿大自由黨網站 魏德方議員分頁 （页面存档备份，存于）